# Sharon Afek
Pour les articles homonymes, voir Afek.
Sharon Afek (en hébreu : שרון אפק), né le 10 août 1970, est procureur général adjoint au ministère israélien de la justice. Il est auparavant avocat général militaire des Forces de défense israéliennes (IDF), poste où il est nommé en octobre 2015 et auquel il a été remplacé le 1er septembre 2021 par Yifat Tomer Yerushalmi.

## Carrière militaire
Après avoir obtenu son diplôme en droit de la faculté de droit de l'Université de Tel Aviv, Afek rejoint le corps des avocats généraux de l'armée, commençant sa carrière au Département de droit international de l'unité. Il occupe ensuite divers postes de haut rang au sein du Corps, notamment celui de chef adjoint du Département de droit international, de procureur de la Force aérienne, de Conseiller juridique pour la région de Judée-Samarie et d'Avocat général militaire adjoint. 
Il est ensuite commandant du cours interservices « Afek » du collège d'état-major et de commandement de l'armée.
Le 22 octobre 2015, Afek est promu au grade d'Aluf (général de brigade) et nommé avocat général des forces militaires. 
Afek obtient avec mention un baccalauréat en droit de l'Université de Tel Aviv et obtient son diplôme de maîtrise en droit, également avec mention, à l'Université de Tel Aviv. Afek est également titulaire d'un master d'études en sécurité nationale de l'université de Haïfa, également avec mention (en tant que programme conjoint avec le Collège de la sécurité nationale de l'IDF). En outre, il suit le programme Senior Executives in State and Local Government de l'Université Harvard.
- 1988 : Première Intifada
- 2000 : Seconde Intifada
- 2006 : Seconde guerre du Liban
- 2014 : Guerre de Gaza de 2014

## Vie privée
Dans une interview accordée au magazine officiel de l'association du barreau israélien, Sharon Afek révèle qu'il est homosexuel, ce qui en fait le premier membre du haut commandement et le plus haut gradé de l'armée israélienne à effectuer son coming out.

## Liens exterenes
- Notices d'autorité :   - VIAF
  - Israël